# مهر ۱۳۹۱
مهر ۱۳۹۱، هفتمین ماه سال ۱۳۹۱ هجری خورشیدی است.
آغاز آن شنبه: ‌۱ مهر ۱۳۹۱ (۲۲ سپتامبر ۲۰۱۲ میلادی)